# Kurenaï Yûhi
 (juin 2024).
Pour les articles homonymes, voir Yuhi.
Kurenaï Yûhi (夕日紅, Yūhi Kurenai) est un personnage du manga Naruto.
Son nom de famille Yūhi (夕日) signifie « soleil couchant » et son prénom Kurenai (紅) signifie « rouge vif ».
Kurenaï est la jōnin instructrice qui s'occupe de Hinata Hyûga, Shino Aburame et Kiba Inuzuka.
Le 7e générique de fin de Naruto Shippuden lui est dédié à l'occasion du décès d'Asuma Sarutobi, son époux et père de sa fille à naître : Miraï.

## Profil

### Histoire
Kurenaï est une amie d'enfance de Kakashi Hatake, Gaï Maito et de Asuma Sarutobi. Son père est mort lors de l'attaque de Kyûbi sur le village de Konoha. Elle devient genin à 9 ans, chūnin à 13, et jōnin peu avant le début de la série.
Kurenaï est souvent en compagnie d'Asuma, avec qui elle entretient une relation amoureuse et se fiance ; elle sera logiquement très affectée par la mort de ce dernier, dont elle attendait un enfant, des suites d'un combat contre Hidan et Kakuzu. Pour faire honneur à son maître, Shikamaru Nara décide de la protéger, ainsi que l'enfant qu'elle porte, et d'en faire plus tard sa disciple. La petite fille naît au début de la 4e grande guerre ninja et est baptisée Miraï.
Quinze ans après la 4e grande guerre ninja, Miraï est chunin et part en mission pour quelques jours avec Kakashi et Gaï. Elle conserve un petit autel au sein de sa maison dédié à Asuma.

### Personnalité
Responsable de l'équipe 8, Kurenaï semble être plus proche de Hinata que de Kiba ou Shino. Elle est souvent inquiète pour elle et la soutient dans son désir de s'affirmer en tant que kunoichi, elle est au courant des sentiments de Hinata envers Naruto. Kurenaï respecte énormément Kakashi Hatake, qui la taquine souvent, et Gaï Maito.
D'après le databook, elle aime prendre du shōchū, manger les boulettes sucrées de dango et déteste les nourritures épicées.

### Capacités
Kurenaï est très douée en genjutsu (illusions) ; elle possède des pupilles particulières qui la rendent spécialiste de ce genre de techniques. Malgré cela, elle ne pourra pas rivaliser face à Itachi Uchiwa, contre qui ses illusions se révèleront complètement inefficaces.

## Apparition dans les autres médias
Le personnage de Kurenaï est plus développé dans un arc filler de Naruto racontant l’histoire du Clan Kurama.

## Techniques
- Illusion démoniaque - Puissante illusion distordante (魔幻・樹縛殺, Magen - Jūbakusatsu?) — Rang A
Kurenaï disparaît laissant apparaître un arbre dont les branches se lient sur l'adversaire ; une fois l'adversaire capturé, Kurenaï sort du tronc pour achever la cible d'un coup de kunaï.

### Anime
- Le sceau endigue le mal (封邪法印, Fūja hōin?)
Sceau basé sur la volonté, capable de contenir partiellement un sceau. Kurenaï l'a utilisée sur Yakumo pour éviter toute tentative de liberté du monstre terrée en elle. Ce sceau a une faiblesse : il n'agit que par la volonté de celui sur qui ce sceau a été appliqué.

### Jeux vidéo
- Genjutsu - Mirage (蜃気楼, Genjutsu - Shinkirō?)[3]
Kurenaï crée de la brume, l'adversaire se fait frapper une fois, elle apparaît une fois devant l'adversaire avant de disparaître et de le lacérer de coups dans l'invisible.